# Piotr Gil
Piotr Gil (ur. 4 lutego 1972 w Nowym Targu) – polski, reprezentant Polski.
Jego bracia, Łukasz i Paweł, także byli hokeistami.

## Kariera klubowa
- Podhale Nowy Targ (1991–2001)
- GKS Katowice (2001–2003)
- Podhale Nowy Targ (2003–2006)
- Cracovia (2006–2007)
- KH Sanok (2007)[1]
- GKS Jastrzębie (2007–2008)
- Podhale Nowy Targ (2008)

Wychowanek i wieloletni zawodnik Podhala Nowy Targ. 14 marca 2000 strzelił gola numer 8000 w polskiej lidze. Zakończył karierę po sezonie 2008/2009.

## Kariera reprezentacyjna
W reprezentacji Polski rozegrał 82 mecze i strzelił 3 gole.
Uczestniczył w siedmiu turniejach mistrzostw świata w 1993, 1998, 1999, 2000 (Grupa B), 2002 (Elita), 2003, 2004, (Dywizja I), w których rozegrał 33 mecze.

## Sukcesy
- Złoty medal mistrzostw Polski (5 razy): 1993, 1994, 1995, 1996, 1997 z Podhalem Nowy Targ
- Srebrny medal mistrzostw Polski (5 razy): 1998, 2000, 2004 z Podhalem Nowy Targ, 2002, 2003 z GKS Katowice
- Brązowy medal mistrzostw Polski (4 razy): 1992, 1999, 2006, 2009 z Podhalem Nowy Targ, 2007 z Cracovią
- Puchar Polski (2 razy): 2003, 2004 z Podhalem Nowy Targ
- Finał Pucharu Polski (2 razy): 2000, 2005 z Podhalem Nowy Targ
- Mistrzostwo Interligi (1 raz): 2004 z Podhalem Nowy Targ